# Dragiša Marojević
Dragiša Marojević [drágiša marójević], tudi Dragiša M. Marojević, srbsko-slovenski politik, * 1950, Nikšić, Črna gora, † 1998 pri Novem Sadu, Vojvodina, Srbija.
Po narodnosti je bil Črnogorec, nazorsko usmerjen izrazito velikosrbsko. V Sloveniji je sicer politično deloval samo dve leti in dobra dva meseca, vendar je med oktobrom 1989 in junijem 1991, ko je (nekaj več kot eno leto in osem mesecev) veliko nastopal v medijih, dodobra razburkal slovensko javnost.

## Služba v Sloveniji
Leta 1975 se je kot strojni tehnik – srednjo šolo je končal v Makedoniji – zaposlil na ljubljanski Fakulteti za strojništvo, kjer je hkrati tudi študiral. Imel je družino in potreboval je večje stanovanje. Bil je član partije, podprl ga je akademik Janez Peklenik, tako da je stanovanje kmalu tudi dobil. Končal je prvo stopnjo in se vpisal na drugo. Potem je, jezen, ker je večkrat padel na izpitu, Peklenika prijavil disciplinski komisiji, ki pa je postopek zaradi pomanjkanja dokazov ustavila.
Marojević je diplomiral leta 1981, in sicer z nalogo Konstrukcija naprave za varjenje gonilk Thomson. Na začetku 80. let je doživel avtomobilsko nesrečo in morali so mu imobilizirati vrat. Čeprav je bil na bolniški, je kmalu začel honorarno poučevati na bližnji Tehniški srednji šoli. Ko se je to razvedelo, je disciplinska komisija vzela v precep njega, kako pa se je zadeva končala, je razvidno iz njune javne polemike z začetka 90. let. V sklepu komisije iz decembra 1983, je na vrhuncu razprave poudaril Marojević, piše »... ni dokazano, da bi tov. Marojević storil očitno kršitev delovne obveznosti, za to se disciplinski postopek ustavi.« (kar pomeni: storil očitano kršitev delovne obveznosti, zato se disciplinski ...). Videti je že bilo, da je zadeva s tem končana. Toda Peklenik je naslednjič prišel na dan s podatkom, da je bil postopek ustavljen zato, ker je Marojević pristal na prekinitev delovnega razmerja, ne pa ker mu kršitev delovne obveznosti ne bi bila dokazana. Z drugimi besedami, v zameno je moral oditi, izgubil je službo oziroma njegova »prostovoljna« odpoved delovnega razmerja je bila pogoj za tak sklep disciplinske komisije. In, kar je pri tem seveda enako pomembno, Marojević te Peklenikove trditve v svojem naslednjem odgovoru ni zanikal.

## Prestop v politiko
Drugo službo je dobil v Unitasu, zatem je delal v Kovini, nazadnje pa se je preusmeril v politiko in 19. oktobra 1989 že napovedal ustanovitev Zveze za ohranitev enakopravnosti občanov, ZOEO. Z njo je hotel stalne prebivalce Slovenije, formalno iz drugih republik Jugoslavije, dejansko samo iz Srbije in Črne gore, v prihodnji samostojni in suvereni slovenski državi obvarovati pred poslovenjenjem in mnogim med njimi ohraniti privilegiran položaj, ki so ga v socializmu imeli zaradi članstva v ZKS. Po takratnih uradnih podatkih je bilo v partiji 18 odstotkov prebivalcev iz drugih republik Jugoslavije, po Marojevićevem mnenju tako v ZKS kot tudi v drugih družbenopolitičnih organizacijah SR Slovenije celo 40 odstotkov.  Njihov delež v republiškem prebivalstvu pa je bil le slabih 7 odstotkov (7,27 odstotka leta 1991 in 6,39 leta 1981). Toda bolj ko je šla Jugoslavija narazen, bolj je partija izgubljala oblast in ljudje z njeno izkaznico v žepu se niso mogli več nadejati privilegijev. Njihov odnos do tega je bil pričakovan: »Ne pristajam na vlogo državljana drugega reda v bodoči slovenski državi,« je to pokomentiral Marojević, še preden je Zveza komunistov sestopila z oblasti in ko je on (1989) že izstopil iz nje.
Ustanovna skupščina ZOEO je bila 21. novembra v Okrogli (pozneje Štihovi) dvorani Cankarjevega doma. Član je bil po njegovih besedah lahko vsak, »ki je jugoslovansko usmerjen, ne glede na nacionalno pripadnost«. Uradno, po statutu, se je zveza zavzemala za vzpostavitev razmer, ki bodo omogočale identitete slehernika kot nosilca kulturne dediščine, »ne glede na njegov izvor, kar bo izključevalo načrtno asimilacijo«. Toda poskus, da bi v izvršni odbor naknadno vključili Albanca in Makedonca, je spodletel  in tudi VMRO DPMNE za Slovenijo in Istro je »njegove insinuacije, da govori v imenu makedonskega ljudstva«, zavrnila, kajti »makedonsko ljudstvo svojega legitimnega predstavnika v Sloveniji že ima«.
Marojević je pred tem »oštel slovenska sredstva javnega obveščanja, zlasti Mladino,« enako pa se je izrazil kajpada tudi o Temeljni listini in Majniški deklaraciji.
Na predvolilnem shodu 4. marca 1990 na Jesenicah je poudarjal, da bo ZOEO čez leto dni zagotovo največja jugoslovanska nadnacionalna stranka, čeprav z njim niso bili preveč zadovoljni niti znotraj zveze. Prvi »udar« proti vodji 12. marca 1990 je (26. marca na izredni skupščini ZOEO) sicer spodletel; na drugega, uspešnega, je bilo treba še počakati, uresničil se je čez slabi dve leti. Nekateri so se mu namreč postavili po robu že takrat. Po besedah predsednika častnega razsodišča Radmila Jecića je zaradi Marojevićevega ravnanja prišlo do pomembnih motenj v delovanju ZOEO. Problem naj bi bilo Marojevićevo sprejemanje bistvenih odločitev mimo organov zveze, »njegovo nekulturno in prostaško obnašanje do sodelavcev in drugih«, neustrezno finančno poslovanje ipd.
Zveza za ohranitev enakopravnosti občanov bi na prvih demokratičnih volitvah 8. aprila 1990 skoraj prišla v parlament, že 5. maja pa se je preimenovala v Stranko za enakopravnost občanov, SEO. Naslednje leto, 11. junija, je napovedala protestno blokado karavanškega predora med drugim »zaradi oboroževanja v Sloveniji«, Marojević osebno pa še protestno zborovanje v Ljubljani in zagrozil, da bo za zaščito udeležencev prosil kar Jugoslovansko ljudsko armado.

## S krvavo pomočjo četnikov
Marojević je 17. aprila 1991 na tiskovni konferenci v veliki dvorani Doma španskih borcev v Ljubljani (skoraj izključno srbsko govorečim) prisotnim pojasnil, da slovenski zdravniki pacientom srbske narodnosti namesto pravih injekcij vbrizgavajo vodo, in tudi, da je Slovenija »prošvercala« plebiscit o samostojnosti. Na tiskovni konferenci v Beogradu pa je poudarjal, da se delovni spori v slovenskih podjetjih rešujejo v škodo Neslovencev, da se slovenski civilisti oborožujejo in trpinčijo Srbe, da se neslovenski cariniki ne morejo zaposliti v carinski službi v Sloveniji, da zakon o slovenskem državljanstvu ogroža pripadnike drugih jugoslovanskih narodov, ki imajo stalno bivališče v Sloveniji, itd. Na vse to sta se odzvala člana mednarodne helsinške federacije Drago Demšar in Stane Stanič. Marojević je trdil, da ima o tem 45 strani dokumentacije, ki jo je že poslal republiški skupščini in pravosodnemu ministrstvu, dostavil pa da jo bo tudi njima, česar niti na njuno ponovno prošnjo štiri dni pozneje ni storil. Zato sta se obrnila neposredno na skupščino in ministrstvo, kjer pa so jima zatrdili, da kakšne take ali podobne dokumentacije niso nikoli dobili, Marojević pa je po tistem tudi ni več omenjal.
Člani so bili skoraj v celoti preprosti, neizobraženi delavci, razumniki pa so bili do ustanovitelja in predsednika stranke kritični enako ali celo še bolj. Denimo mariborska družina Žigić Ljubojević ga je javno opisala kot »zdraharskega klovna«, ki izziva potrpežljivost Slovencev na vse mogoče in nemogoče načine. »Bolj kot ta zaletavi eksibicionist nam ne more v tej deželi škoditi nihče.« Poudarjali so, da je vse njegovo klevetanje o kratenju pravic Neslovencev zgolj »fasada za njegovo zaljubljenost v armadne vrhove«, pokonci pa ga držijo le injekcije iz Beograda in iluzija, da bo lahko »s krvavo pomočjo tankov in četnikov uresničeval Veliko Srbijo tudi v Sloveniji«. Ukrepanje slovenske oblasti se jim je zdelo premilo. »Svetujemo Vam: prihranite svoje mehke demokratične metode za ljudi, ki so zreli za demokracijo. Kar pa se njegovih 'sobojevnikov' tiče, Vas prosimo, da imate nad njimi kontrolo, jim ne dovolite nositi orožja, v skladu z zakonom pa jih tudi disciplinirajte, da nam ne bo treba trepetati pred njimi«.

## Odhod ustanovitelja
Politična kariera predsednika SEO Dragiše Marojevića v Sloveniji se je končala 27. januarja 1992. Za javnost je pojasnil, da se umika zaradi pomanjkanja časa. Toda njegov naslednik Vejsil Korozović je povedal drugačno zgodbo: jeseni so se dogovorili, da bo Marojević sam ponudil odstop, ker pa tega do dogovorjenega datuma ni storil, so se v predsedstvu zedinili, da bodo ukrepali sami. Skratka, iz stranke so izključili njenega ustanovitelja.
Potem se je preselil v Beograd. Tam je »zaradi posebnih zaslug v Sloveniji« postal direktor podjetja Goša, ki je imelo 15.000 zaposlenih. Julija 1992 so mu v Ljubljani dokončno zavrnili prošnjo za slovensko državljanstvo, SEO se je februarja 1993 preimenovala v Stranko za enakopravnost občanov Slovenije  (njen glavni stan so 16. novembra zaradi neplačevanja najemnine deložirali, v medijih se je zadnjič oglasila 29. novembra istega leta) in izšla je njegova knjiga Zvalo se Jugoslavija.
Dragiša Marojević je leta 1998 spet imel prometno nesrečo, tokrat usodno. Pokopali so ga 11. avgusta v Nikšiću.